# Britha inambitiosa
Britha inambitiosa là một loài bướm đêm trong họ Erebidae.